# Neferkare Tereru
Neferkare Tereru war ein altägyptischer König (Pharao) der 8. Dynastie. Die Schreibung Nefer-ka-Re-tereru findet sich in der Königsliste im Totentempel von Sethos I. in Abydos (Nr. 49). Neferkare war vermutlich sein Thronname und Tereru der Eigenname des Königs, von dem sonst weiter nichts bekannt ist.